# João III de Portugal
João III (Lisboa, 7 de junho de 1502 – Lisboa, 11 de junho de 1557), apelidado de "o Piedoso", foi o Rei de Portugal e Algarves de 1521 até sua morte. Era o filho mais velho do rei Manuel I e sua segunda esposa a infanta Maria de Aragão e Castela, tendo ascendido ao trono apenas contando dezanove anos de idade.
Herdou um império vastíssimo e disperso, nas ilhas atlânticas, costas ocidental e oriental de África, Índia, Malásia, Ilhas do Pacífico, China e Brasil. Continuou a política centralizadora do seu pai. Durante o seu reinado, foi obrigado a negociar as Molucas com Espanha, no tratado de Saragoça, adquiriu novas colónias na Ásia — Chalé, Diu, Bombaim, Baçaim e Macau e um grupo de portugueses chegou pela primeira vez ao Japão em 1543, estendendo a presença portuguesa de Lisboa até Nagasaki.
Para fazer face à pirataria, iniciou a colonização efetiva do Brasil, que dividiu em capitanias hereditárias, estabelecendo o governo central em 1548. Ao mesmo tempo, abandonou diversas cidades fortificadas em Marrocos, devido aos custos da sua defesa face aos ataques muçulmanos. Extremamente religioso, permitiu a introdução da inquisição em Portugal em 1536, obrigando à fuga muitos mercadores judeus e cristãos-novos, forçando o recurso a empréstimos estrangeiros. 
Inicialmente destacado entre as potências europeias económicas e diplomáticas, viu a rota do Cabo fraquejar, pois a rota do Levante recuperava, e, em 1548, teve de mandar fechar a feitoria Portuguesa de Antuérpia. Viu morrer os dez filhos que gerou e a crise iniciada no seu reinado ampliou-se sob o governo do seu neto e sucessor, o rei Sebastião de Portugal.

## Biografia

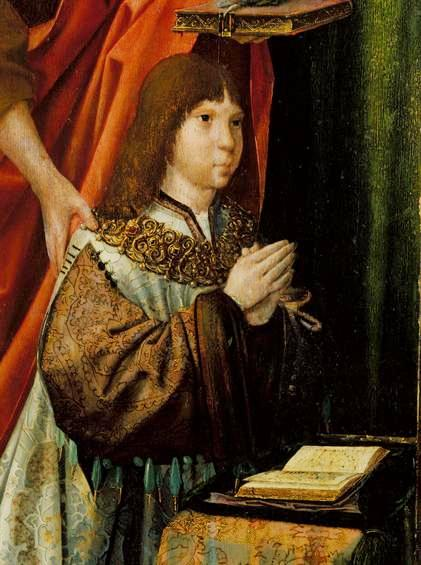
João III, enquanto Príncipe Herdeiro, no Tríptico dos Infantes; Mestre da Lourinhã, 1516.

Nascido em Lisboa, era filho do rei Manuel I de Portugal e de Maria de Aragão, Infanta de Espanha, filha dos Reis Católicos. Na câmara da Rainha, parturiente, Gil Vicente em trajes de vaqueiro representou a sua primeira peça, o Auto da Visitação ou Monólogo do Vaqueiro. O batismo em 15 de junho foi realizado na capela de São Miguel do Paço da Alcáçova, tendo como padrinho o doge de Veneza, Leonardo Loredan, representado por Pietro Pasqualigo. Foram madrinhas uma tia paterna, a Rainha Leonor, viúva de João II, e a avó paterna, a infanta Beatriz, duquesa de Beja. Nas Cortes a seguir convocadas para 15 de agosto, o príncipe foi jurado herdeiro.
Educado em Latim e nos clássicos pelo bispo de Viseu, o castelhano Diogo Ortiz de Villegas, que morreu em 1519 e depois por Luís Teixeira, que lhe ensinou Direito Civil. O clérigo Tomás de Torres, deu-lhe noções de matemática, astronomia e geografia, e por João de Menelau aprendeu grego. Teve casa própria após a morte da mãe em 1517. Iria casar com Leonor de Áustria, que depois foi escolhida para terceira mulher do seu pai, apesar de ser noiva destinada ao filho.
Sucedeu em 1521 ao pai, que faleceu no auge do seu poder aos 52 anos de idade, e que reinara 26 anos. João III, aos 19 anos, foi aclamado Rei em 22 de dezembro, no alpendre da igreja de São Domingos. Jovens dominavam então a dinâmica cena europeia: a viúva de seu pai tinha 23 anos, o imperador Carlos V, 22 anos, Francisco I de França, 28 anos, Henrique VIII da Inglaterra tinha 31 anos.
Manteve os mesmos governantes de D. Manuel I: o conde de Tarouca, João de Meneses; o conde de Vila Nova (hoje Portimão) Martinho de Castelo Branco; o primeiro conde de Vimioso, Francisco de Paula de Portugal e Castro; o segundo barão de Alvito, Diogo Lobo, e António Carneiro, secretário de Dom Manuel desde 1509.
Ascendeu ao trono quando Portugal possuía cidades fortificadas no Norte de África e os seus marinheiros tinham navegado nos oceanos Atlântico, Índico e Pacífico, espalhando-se pelas ilhas atlânticas, pelas costas ocidental e oriental de África, Índia, Malásia, Ilhas do Pacífico e possivelmente Austrália, China e Brasil. Destacava-se entre as potências europeias do ponto de vista económico e diplomático, mas o país não chegava a ter um milhão e meio de habitantes. Durante o seu reinado Portugal adquiriu novas colónias na Ásia — Chalé, Diu, Bombaim, Baçaim e Macau.
António Mota, Francisco Zeimoto e António Peixoto chegaram ao Japão sendo os primeiros europeus a visitar este arquipélago. Começou a colonização do Brasil. Ao mesmo tempo deu-se o abandono de algumas cidades fortificadas em Marrocos, como Safim, Azamor, Arzila, Aguz e Alcácer-Ceguer, devido aos custos da sua defesa contra os ataques dos xerifes muçulmanos. João III era, no entanto, extremamente religioso, o que o tornou subserviente ao poder da igreja e permeável à introdução da Inquisição em 1536, pois o movimento luterano era já uma realidade europeia. As consequências sociais foram desastrosas, pois provocou insegurança nos cristãos novos, obrigando à fuga muitos mercadores judeus, forçando o recurso a empréstimos estrangeiros.
Com a Inglaterra, intensificam-se as relações comerciais, o mesmo acontecendo com os países do Báltico e Flandres. Teve como amigo e conselheiro António de Ataíde, 1.º Conde da Castanheira, que fez embaixador em Paris e que viria a aconselhar na criação do sistema de Capitanias-hereditárias no Brasil em 1534.
Inicialmente foi tolerante, passando a partir da década de 1540 a ser extremamente religioso e seguindo a política da Contra-Reforma. Isto pode ser explicado pela morte dos seus nove filhos, assim como dos seus irmãosː Duarte, Fernando, Afonso, Isabel e Beatriz.

## Reavaliação do Império
Herdou "um império vastíssimo mas demasiado disperso", de modo que o reavaliou com ajuda de conselheiros, abandonando o projeto imperial de seu pai. O novo homem forte dos assuntos relativos à expansão marítima passou a ser Vasco da Gama, que se incompatibilizara com Manuel I e fora nomeado em 1524 vice-rei da Índia, onde morreu.
Em 1541, um acontecimento precipitou a sua decisão, pois perdeu Santa Cruz de Cabo de Gué. Os xerifes do norte da África em 1518 haviam proclamado a guerra santa contra o infiel, apoderando-se em 1524 de Marraquexe (em 1549, finalmente, retomaram Fez). Cercaram Safim em 1533, forçando o rei João a abandonar Azamor, Safim, Alcácer Céguer, Arzila. Havia ao mesmo tempo crise no estado da Índia, descrito como «um conjunto de territórios, estabelecimentos, bens, pessoas e interesses, administrados, geridos ou tutelados pela Coroa portuguesa no Oceano Índico e mares adjacentes ou nos territórios ribeirinhos, do cabo da Boa Esperança ao Japão» (Luiz Filipe Thomaz). No Índico surgira o perigo otomano, estimulando os chefes locais a lutarem contra os portugueses. Pacém e Calecute foram abandonados. Economicamente a rota do Cabo começava a fraquejar, pois a rota do Levante recuperava lentamente. Em 1548, João III mandou fechar a feitoria de Antuérpia. Havia concorrência castelhana no Extremo Oriente e Pacífico mas o maior perigo vinha de outras potências como a França.
Foi, entretanto, um rei que geriu muitas crises — a financeira, pois no seu reinado as despesas ordinárias da Coroa incluíam tenças, moradias, benesses pias, ordenados, obras públicas, universidade, obras em Belém e em Tomar, houve dotes a pagar, a compra do arquipélago do Maluco, socorros às praças do Norte da África, as armadas à Índia, a defesa das costas do Brasil e África, a aquisição de trigo nos anos maus. Crise política, pois seu reinado assistiu à emergência de duas potências, a Espanha de Carlos V e o Império Otomano, que tomou Buda e cercou Viena em 1529. A tudo isto acrescente-se a proliferação da peste, maus anos agrícolas, instabilidade meteorológica e até o grande terremoto de Lisboa em 26 de janeiro de 1531. Como governante coube-lhe a gestão de várias crises: crise financeira, ameaça protestante, perigo turco, concorrência espanhola, francesa e inglesa no império, crises no estado da Índia, peso da vizinhança demasiado forte de Carlos V.
João III preocupou-se efetivamente com o pleno domínio do Brasil, que dividiu em capitanias-donatárias, as conhecidas capitanias hereditárias, estabelecendo um governo central em 1548. "Foi o verdadeiro criador do Brasil, que rapidamente se tornou o elemento fundamental do império português, assim o sendo até o início do século XIX" (Paulo Drumond Braga, op. cit, pg 145).

## Panorama do reinado

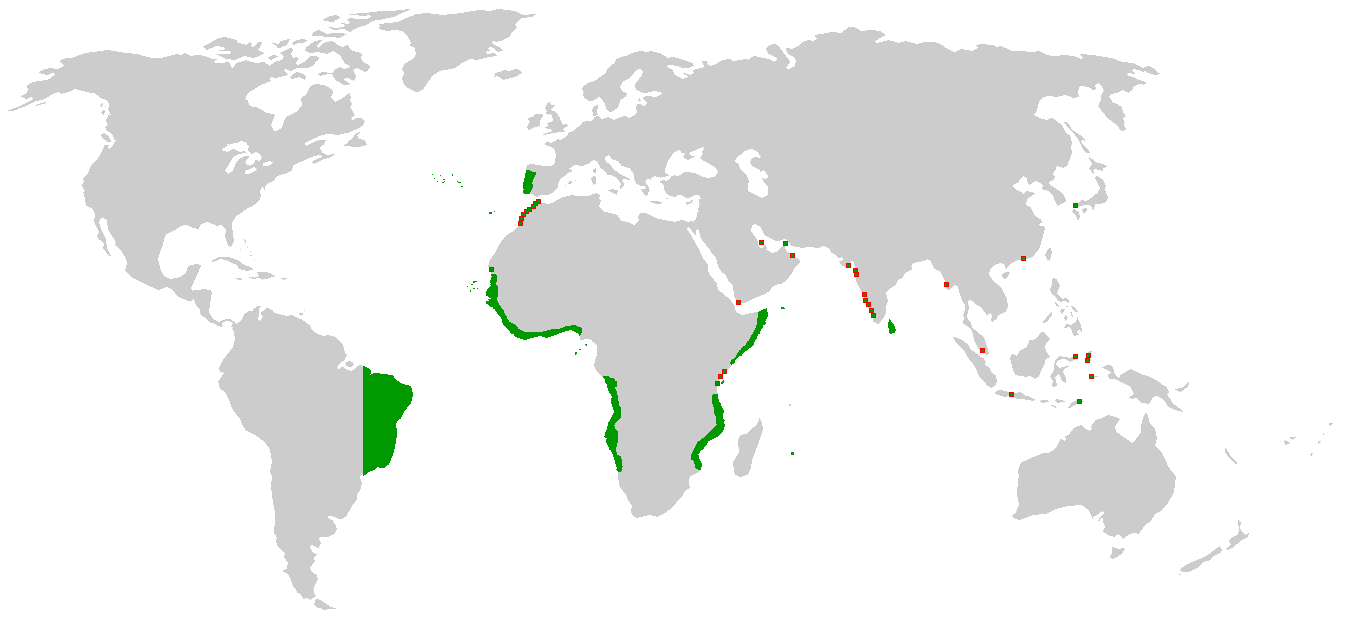
Mapa do Império Português no reinado de João III.

Houve, sem dúvida, renovação cultural no seu reinado, preponderante na afirmação do renascimento português. Na literatura surgiu não apenas Camões, mas também Garcia de Resende, Sá de Miranda, Bernardim Ribeiro, João de Barros. Na matemática e astronomia, surgiu Pedro Nunes, na botânica Garcia da Orta, nas artes plásticas e arquitetura Francisco de Holanda, Miguel de Arruda, João de Castilho. Destacam-se ainda outros nomes no reinado de João III, como André de Resende, Damião de Góis, João de Ruão, Nicolau de Chanterene, Luís Vives, e António de Mariz, notável impressor régio da Universidade de Coimbra. Erasmo de Roterdão dedicou uma das suas obras a João III e o rei teria pensado em contratá-lo para professor da universidade de Coimbra, transferida para esta cidade, definitivamente, em 1537. No seu reinado, a conselho de Diogo de Gouveia, criou numerosas bolsas de estudo no estrangeiro, enviando cerca de 300 bolseiros para França, e fundou o Real Colégio das Artes e Humanidades em Coimbra. Foi também o responsável pela vinda dos missionários Jesuítas, uma ordem recém formada, que teria um papel determinante no contexto do padroado português em todo o império português.
João III era, no entanto, extremamente religioso, o que o tornou subserviente ao poder da igreja e permeável à introdução da Inquisição em 1536. As consequências económicas e sociais foram desastrosas, pois provocou insegurança nos cristãos novos, obrigando à fuga muitos mercadores judeus e forçando o recurso a empréstimos estrangeiros.
Continuou a política centralizadora e absolutista do seu pai, convocando apenas três cortes, uma por década: 1525, 1535 e 1544. Apesar do mecenato das ciências e artes, a estagnação caracterizou o reinado de João III e ampliou-se no reinado do seu neto e sucessor, o rei Sebastião de Portugal.
Afirma-se que a sua alegada neutralidade era, na verdade, política de apoio ao cunhado, o imperador Carlos V, e que teria mesmo pensado em uma união ibérica, o que é indefensável face às teorias atuais. Sempre desejou claramente a independência de Portugal, pois jamais fechou as portas à França, à Inglaterra e até à Polónia. Foi, entretanto, um rei que geriu muitas crises—a financeira, pois no seu reinado as despesas ordinárias da Coroa incluíam tenças, moradias, benesses pias, ordenados, obras públicas, universidade, obras em Belém e em Tomar, houve dotes a pagar, a compra do arquipélago das Molucas, socorros às praças do Norte da África, as armadas à Índia, a defesa das costas do Brasil e África, a aquisição de trigo nos anos maus. Crise política, pois o seu reinado assistiu à emergência de duas potências, a Espanha de Carlos V e o Império Otomano, que tomou Buda e cercou Viena em 1529. Tudo isso no meio de proliferação de peste, maus anos agrícolas, instabilidade meteorológica, e até o grande terremoto de Lisboa de 26 de janeiro de 1531.

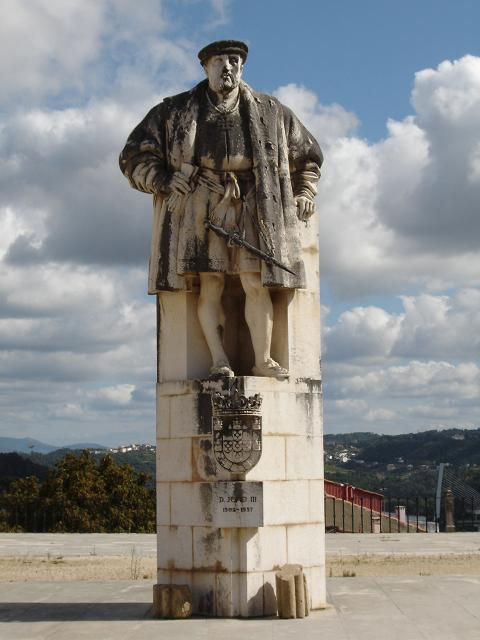
Estátua de João III em Coimbra.

Adoeceu após 1550, e teve grave doença perigosa em 1555. Morreu dois anos depois de acidente vascular cerebral, ou apoplexia, em Lisboa, estando sepultado no Mosteiro dos Jerónimos.
Psicologicamente, foram características pessoais a sua enorme bondade, a lentidão na tomada de decisões, a dissimulação no relacionamento com os súbditos ou como arma diplomática, a piedade (recebeu do papa em dezembro de 1525 a 'rosa de ouro'). Filho de um génio político, Manuel I, foi neto de dois outros, os Reis Católicos de Espanha.
A sua imagem foi atacada no século XIX, acusado por Alexandre Herculano de homem medíocre, inábil, fanático, "inábil para governar por si próprio". Defendido por uma biografia importante escrita em 1936 por Alfredo Pimenta, acrítico, visões menos apaixonadas surgiram na década de 1960 em textos de Joaquim Veríssimo Serrão, Borges de Macedo, Silva Dias e Romero de Magalhães.

## Abdicação de Joana de Castela
A 20 de Julho de 1530, por escritura pública na corte, a sua prima Joana de Castela, viúva de Afonso V, abdicou dos seus direitos ao Trono de Castela a seu favor, para evitar que esses direitos caíssem na posse dos Reis Católicos.[carece de fontes?]

## Títulos, estilos, e honrarias

### Títulos e estilos
- 7 de junho de 1502 – 13 de dezembro de 1521: "Sua Alteza, o Príncipe Herdeiro de Portugal"
- 13 de dezembro de 1521 – 11 de junho de 1557: "Sua Alteza Real, o Rei"

O estilo oficial de João III enquanto Rei era: "Pela Graça de Deus, João III, Rei de Portugal e dos Algarves, d'Aquém e d'Além-Mar em África, Senhor da Guiné e da Conquista, Navegação e Comércio da Etiópia, Arábia, Pérsia e Índia, etc."

### Honrarias
Enquanto monarca de Portugal, João III foi Grão-Mestre das seguintes Ordens:
- Ordem dos Cavaleiros de Nosso Senhor Jesus Cristo
- Ordem de São Bento de Avis (incorporada pela Coroa em 1551)
- Antiga, Nobilíssima e Esclarecida Ordem de Sant'Iago da Espada (incorporada pela Coroa em 1551)
- Antiga e Muito Nobre Ordem da Torre e Espada

## Descendência
- Da mulher Catarina da Áustria, infanta de Espanha (1507 - 1578) irmã mais nova do imperador Carlos V, com quem casou (desposórios em Tordesilhas, 10 de agosto de 1524) teve nove filhos, tendo a infelicidade de os ver morrer todos, muitos por epilepsia.
  - Afonso, Príncipe de Portugal (24 de fevereiro de 1526 – 12 de abril de 1526), nascido quando a corte estava em Almeirim, a 24 de fevereiro e faleceu em abril do mesmo ano em Santarém, de grave doença na cabeça;
  - Maria Manuela, princesa de Portugal (15 de outubro de 1527 – 12 de julho de 1545), casou-se com Filipe II de Espanha e morreu de parto;
  - Isabel, Infanta de Portugal (28 de abril de 1529 – 22 de maio de 1530);
  - Beatriz, Infanta de Portugal (15 de fevereiro de 1530 – 16 de março de 1530);
  - Manuel, Príncipe de Portugal (1 de novembro de 1531 – 14 de abril de 1537), herdeiro em 1535;
  - Filipe, Príncipe de Portugal (25 de março de 1533 – 29 de abril de 1539), herdeiro em 1537;
  - Dinis, Infante de Portugal (26 de abril de 1535 – 1 de janeiro de 1537);
  - João Manuel, Príncipe de Portugal (3 de junho de 1537 – 1554), herdeiro em 1539. Deixou grávida sua mulher, Dona Joana, que dias depois deu à luz o futuro rei Dom Sebastião de Portugal;
  - António, Infante de Portugal (9 de março de 1539 – 20 de janeiro de 1540).
- Filhos naturais gerados antes do casamento, de Isabel Moniz, moça da câmara da Rainha Leonor, viúva de João II, e filha de um alcaide de Lisboa apelidado "o Carranca":[4]
  - Manuel de Portugal (1521), natimorto;
  - Duarte, Infante de Portugal (1521 – 11 de novembro de 1543), passou os seus primeiros anos em Sintra no mosteiro de Penhalonga. Foi arcebispo de Braga. Permaneceu no mosteiro da Costa em estudos até 1542, sendo seu mestre Frei Diogo de Murça.[5] Em 1542 o rei autorizou-o a visitá-lo na corte. Homem extremamente culto, traduziu para o latim a maior parte da Crónica de Dom Afonso Henriques de Duarte Galvão. Recebeu do Papa Paulo III a Sé de Braga, onde entrou em 12 de agosto de 1543. Faleceu a 11 de novembro deste ano, de varíola.
- Filha natural gerada antes do casamento, de Cezília de Chaves, mulher judia:[6]
  - Ana Chaves (1520-1600), desterrada, juntamente com a mãe, pelo próprio pai, chegou a ser rica proprietária de terras e figura social e política importante para São Tomé e Príncipe colonial.[6]